# لینوکس از ابتدا
لینوکس از پایه (به انگلیسی: Linux From Scratch) یا LFS یک گونه برپایی لینوکس و نام یک کتاب است که به وسیلهٔ Gerard Beekmans و دیگران نوشته شده‌است. این کتاب به خوانندگان دستورالعمل‌های روش ساخت یک سیستم لینوکس از منبع را آموزش می‌دهند. کتاب به صورت رایگان از سایت لینوکس از پایه در دسترس است و در حال حاضر نسخه ۷٫۷ کتاب منتشر شده‌است.

لینوکس از پایه راهی برای برپایی سیستم لینوکس به وسیلهٔ ساخت همه اجزای آن به صورت دستی است. طبیعی است این یک فرایند طولانی‌تر از نصب یک توزیع لینوکس از پیش کامپایل شده‌است. به گفته سایت لینوکس از پایه مزایای این روش یک لینوکس جمع‌وجور و انعطاف‌پذیر و امن است و درک بیشتری از فعالیت‌های داخلی یک سیستم‌عامل مبتنی بر لینوکس به دست می‌آید.

برای اینکه لینوکس از پایه را کوچک و متمرکز نگه دارند کتاب فراتر از لینوکس از پایه (به انگلیسی: Beyond Linux From Scratch) یا BLFS ایجاد شد که دستور العمل چگونگی توسعه بیشتر سیستم پایه لینوکسی که به وسیلهٔ لینوکس از پایه ایجاد شده را آموزش می‌دهد. این کتاب خواننده را به وسیلهٔ افزودن پشتیبانی شبکه، سیستم پنجره ایکس، صدا، چاپگر، و اسکنر معرفی و هدایت می‌کند. از نسخه ۵٫۰ کتاب فراتر از لینوکس از پایه با نسخه کتاب لینوکس از پایه هماهنگ شد.

## لیست نرم‌افزارهای لینوکس از پایه ۶٫۷
| کامپوننت                   | شرح | مجوز                                                    | نسخه           |
| -------------------------- | --- | ------------------------------------------------------- | -------------- |
| اوتوکانف                   | ابزاری برای ساخت اسکریپت پیکربندی برای نرم‌افزارهای سی، سی++، فورترن، فورترن ۷۷، ارلنگ، آبجکتیو-سی، در سیستم‌های شبه یونیکس.                                                                                            | پروانه عمومی همگانی گنو                                 | ۲٫۶۷           |
| Automake                   | یک ابزار برنامه‌نویسی که میک‌فایل قابل حمل برای استفاده با ابزار میک‌فایل می‌سازد و در نرم‌افزار کامپایل به کار برده می‌شود.                                                                                                | پروانه عمومی همگانی گنو                                 | ۱٫۱۱٫۱         |
| بش                         | یک نرم‌افزار آزاد بش که به وسیلهٔ پروژه گنو نوشته شده‌است. | پروانه عمومی همگانی گنو                                 | ۴٫۱            |
| Binutils                   | یک مجموعه از ابزارهای برنامه‌نویسی برای دستکاری آبجکت‌کد در فرمت‌های مختلف آبجکت فایل. | پروانه عمومی همگانی گنو                                 | ۲٫۲۰٫۱         |
| Bison                      | یک تولیدکننده تجزیه‌کننده (پارسر) که یک بخشی از پروژه گنو است. بایسن شرح دستور زبان را برای گرامر مستقل از متن به کد منبع سی یا سی++ یا جاوا پارسر تبدیل می‌کند.                                                        | پروانه عمومی همگانی گنو                                 | ۲٫۴٫۳          |
| بی‌زیپ۲                     | برنامه و الگوریتم آزاد و اپن‌سورس فشرده‌سازی بی‌اتلاف داده‌ها توسعه داده شده بوسله Julian Seward. | پروانه عمومی همگانی گنو                                 | ۱٫۰٫۵          |
| Coreutils                  | یک بسته نرم‌افزاری گنو شامل بیشتر ابزارهای اصلی مانند cat, ls و rm که مورد نیاز سیستم‌عاملهای شبه یونیکس است. | پروانه عمومی همگانی گنو                                 | ۸٫۵            |
| DejaGNU                    | یک چارچوب نرم‌افزار برای آزمایش دیگر برنامه‌ها. یک اسکریپت اصلی به نام runtest دارد که در یک دایرکتوری به دنبال فایل پیکربندی می‌گردد و سپس با این ضوابط بعضی آزمایش‌ها را انجام می‌دهد.                                   | پروانه عمومی همگانی گنو                                 | ۱٫۴٫۴          |
| ابزار Diff                 | یک ابزار مقایسه‌کننده پرونده که خروجی آن تفاوت‌های دو پرونده است. | پروانه عمومی همگانی گنو                                 | ۳٫۰            |
| E2fsprogs                  | e2fsprogs (گاهی اوقات برنامه e2fs نامیده می‌شود) مجموعه‌ای از ابزارها برای نگهداری فایل‌سیستم‌های ext2، ext3، ext4 است.                                                                                                   | پروانه عمومی همگانی گنو                                 | ۱٫۴۱٫۱۲        |
| Expect                     | expect ابزار خودکارسازی و آزمایش برای یونیکس به عنوان یک اکستنشن برای زبان برنامه‌نویسی تی‌سی‌ال است و برای برنامه‌های کاربردی تعاملی مانند telnet, ftp, passwd, fsck, rlogin, tip, ssh، و سایر موارد است.                | مالکیت عمومی                                            | ۵٫۴۴٫۱٫۱۵      |
| فایل (یونیکس)              | |                                                         | ۵٫۰۴           |
| Findutils                  | |                                                         | ۴٫۴٫۲          |
| Flex                       | flex (به انگلیسی: fast lexical analyzer generator) (به معنی تولیدکننده تحلیل واژگانی سریع) یک نرم‌افزار آزاد جایگزین برای لکس.                                                                                         | پروانه بی‌اس‌دی                                           | ۲٫۵٫۳۵         |
| Gawk                       | Gawk یک زبان برنامه‌نویسی است که برای پردازش داده‌های متنی در پرونده‌ها یا جریان داده طراحی شده‌است. | پروانه عمومی همگانی گنو                                 | ۳٫۱٫۸          |
| جی‌سی‌سی                     | مجموعه کامپایلر گنو (به انگلیسی: GNU Compiler Collection) که به صورت خلاصه gcc نامیده می‌شود یک کامپایلر سیستم است که به وسیلهٔ پروژه گنو ساخته شده و از زبان‌های برنامه‌نویسی متفاوت را پشتیبانی می‌کند.                  | پروانه عمومی همگانی گنو                                 | ۴٫۵٫۲          |
| GDBM                       | موتور پایگاه داده ساده GDBM | پروانه عمومی همگانی گنو                                 | ۱٫۸٫۳          |
| Gettext                    | Gettext کتابخانه بین‌المللی‌سازی و محلی‌سازی گنو (i18n). | پروانه عمومی همگانی گنو                                 | ۰٫۱۸٫۱٫۱       |
| کتابخانه سی گنو            | کتابخانه سی گنو که عموماً به عنوان glibc شناخته می‌شود یک کتابخانه استاندارد سی است که به وسیلهٔ پروژه گنو منتشر شده‌است.                                                                                                 | پروانه عمومی همگانی گنو                                 | ۲٫۱۲٫۱         |
| GMP                        | کتابخانه GNU Multiple-Precision که به اختصار GMP نامیده می‌شود یک کتابخانه آزاد برای محاسبه precision arithmetic، عملیات روی اعداد صحیح و اعداد منطقی و اعداد با ممیز شناور است.                                       | پروانه عمومی همگانی گنو                                 | ۵٫۰٫۱          |
| گرپ                        | گرپ (به انگلیسی: grep) یک ابزار جستجوی متن خط فرمانی است که بطور کلی برای سیستم عامل یونیکس نوشته شده‌است. | پروانه عمومی همگانی گنو                                 | ۲٫۶٫۳          |
| Groff                      | Groff جایگزین گنو برای واژه‌پردازهای متن nroff و troff است. | پروانه عمومی همگانی گنو                                 | ۱٫۲۰٫۱         |
| گنو گراب                   | گنو گراب (به انگلیسی: grub) (GNU GRand Unified Bootloader) یک بسته بوت لودر از پروژه گنو است. | پروانه عمومی همگانی گنو                                 | ۱٫۹۸           |
| جی‌زیپ                      | جی‌زیپ یک نرم‌افزار کاربردی است که برای فشرده‌سازی استفاده می‌شود. gzip مخفف عبارات GNU zip است. | پروانه عمومی همگانی گنو                                 | ۱٫۴            |
| Iana-Etc.                  | |                                                         | ۲٫۳۰           |
| Inetutils                  | |                                                         | ۱٫۸            |
| iproute2                   | |                                                         | ۲٫۶٫۳۵         |
| Kbd                        | |                                                         | ۱٫۱۵٫۲         |
| لس (یونیکس)                | لس (به انگلیسی: less) یک برنامه خط فرمان روی سیستم‌عامل‌های یونیکس و ویندوز و شبه یونیکس است که محتویات یک پرونده نوشتاری را به صورت صفحه به صفحه در صفحه نمایش در یک زمان نشان می‌دهد اما محتویات فایل را تغییر نمی‌دهد. | با مجوز دوگانه پروانه عمومی همگانی گنو یا پروانه بی‌اس‌دی | ۴۳۶            |
| LFS-Bootscripts            | |                                                         | ۶٫۷)۲۰۱۰۰۶۲۷)  |
| Libtool                    | GNU Libtool یک ابزار برنامه‌نویسی از سیستم ساخت گنو است که برای ایجاد کتابخانه‌های کامپیال قابل حمل استفاده می‌شود. | پروانه عمومی همگانی گنو                                 | ۲٫۲٫۱۰         |
| هسته لینوکس                | هسته لینوکس یک هسته سیستم‌عامل است که به وسیلهٔ خانواده سیستم‌عامل‌های لینوکس یا شبه یونیکس استفاده می‌شود. | پروانه عمومی همگانی گنو                                 | ۲٫۶٫۳۵٫۴       |
| GNU m4                     | GNU m4 نسخه گنو از زبان برنامه‌نویسی ماکروپروسسور m4 است. | پروانه عمومی همگانی گنو                                 | ۱٫۴٫۱۴         |
| میک‌فایل                    | میک یک ابزار برای سایت خودکار برنامه‌های اجرایی و کتابخانه‌ها از کدمنبع است. | پروانه عمومی همگانی گنو                                 | ۳٫۸۲           |
| Man-DB                     | |                                                         | ۲٫۵٫۷          |
| صفحه راهنما                | |                                                         | ۳٫۲۵           |
| Module-Init-Tools          | |                                                         | ۳٫۱۲           |
| کتابخانه زبان سی mpc       | |                                                         | ۰٫۸٫۲          |
| MPFR                       | |                                                         | ۳٫۰٫۰          |
| ncurses                    | یک کتابخانه برنامه‌نویسی برای نوشتن رابط کاربر متنی با روش مستقل از ترمینال است. |                                                         | ۵٫۷            |
| پچ                         | |                                                         | ۲٫۶٫۱          |
| پرل                        | |                                                         | ۵٫۱۲٫۱         |
| Pkg-config                 | |                                                         | ۰٫۲۵           |
| Procps                     | |                                                         | ۳٫۲٫۸          |
| Psmisc                     | |                                                         | ۲۲٫۱۲          |
| Readline                   | GNU readline یک کتابخانه نرم‌افزاری است که به وسیلهٔ پروژه گنو ایجاد و توسعه داده می‌شود. | پروانه عمومی همگانی گنو                                 | ۶٫۱            |
| Sed                        | sed یا stream editor یک ابزار یونیکس است که پرونده نوشتاری را تجزیه و تحلیل می‌کند و یک زبان برنامه‌نویسی که می‌تواند تغیراتی در متن بدهد را پیاده‌سازی می‌کند.                                                            | پروانه عمومی همگانی گنو                                 | ۴٫۲٫۱          |
| Shadow                     | |                                                         | ۴٫۱٫۴٫۲        |
| Sysklogd                   | |                                                         | ۱٫۵            |
| اینیت                      | |                                                         | ۲٫۸۸dsf        |
| tar                        | |                                                         | ۱٫۲۳           |
| Tcl                        | |                                                         | ۸٫۵٫۸          |
| Texinfo                    | |                                                         | ۴٫۱۳a          |
| Udev                       | |                                                         | ۱۶۱            |
| Udev Configuration Tarball | |                                                         | ۶٫۶ (۲۰۱۰۰۱۲۸) |
| Util-linux-ng              | |                                                         | ۲٫۱۸           |
| ویم                        | |                                                         | ۷٫۳            |
| فایل‌های ربان ویم (اختیاری) | |                                                         | ۷٫۳            |
| Zlib                       | zlib یک کتابخانه نرم‌افزاری است که برای فشرده‌سازی داده‌ها استفاده می‌شود. | پروانه zlib                                             | ۱٫۲٫۵          |